# Partitie (verzamelingenleer)

Partitie van een verzameling in zes delen weergegeven door een eulerdiagram

In de verzamelingenleer is een partitie {\displaystyle P} van een verzameling {\displaystyle A} een opdeling van {\displaystyle A} in niet-lege onderling disjuncte delen. De deelverzamelingen van {\displaystyle A}, die samen de partitie {\displaystyle P} van {\displaystyle A} vormen, mogen niet leeg zijn, hun onderlinge doorsnede is steeds de lege verzameling en hun vereniging is {\displaystyle A}. Een partitie is een familie van deelverzamelingen. De deelverzamelingen, die element van dezelfde partitie zijn, worden ook wel de klassen binnen die partitie genoemd.

## Definitie
Een partitie van een verzameling {\displaystyle A} is
een familie {\displaystyle P} van deelverzamelingen van {\displaystyle A}, die voldoet aan:  
- {\displaystyle \varnothing \notin P}: geen van de deelverzamelingen in de familie is leeg;
- voor alle verschillende deelverzamelingen {\displaystyle D,E\in P} is {\displaystyle D\cap E=\varnothing }: de familie bestaat uit onderling disjuncte deelverzamelingen;
- {\displaystyle \bigcup _{D\in P}D=A}: de deelverzamelingen in {\displaystyle P} vormen gezamenlijk heel {\displaystyle A}.

## Aantal
Het aantal partities van een verzameling van {\displaystyle n} elementen wordt gegeven door het {\displaystyle n}-de getal van Bell {\displaystyle B_{n}}. Voor kleine {\displaystyle n} zijn dat, te beginnen met {\displaystyle B_{0}}:
1, 1, 2, 5, 15, 52, 203, 877, 4140

## Voorbeelden
Zij {\displaystyle A=\{1,2,3,4\}} dan is {\displaystyle \{\{1,2\},\{3\},\{4\}\}} een partitie van {\displaystyle A}. De familie {\displaystyle \{\{1,2\},\{2,3\},\{3,4\}\}} is geen partitie van {\displaystyle A}, omdat de leden niet onderling disjunct zijn en {\displaystyle \{\{1\},\{3\},\{4\}\}} is geen partitie, omdat de vereniging van de leden niet heel {\displaystyle A} oplevert.
Het paar bestaande uit enerzijds de verzameling van de even getallen, en anderzijds de verzameling van de oneven getallen, vormt een partitie van de verzameling {\displaystyle \mathbb {Z} } van de gehele getallen. Algemener vormen de restklassen bij deling door een natuurlijk getal {\displaystyle n>0} een partitie van {\displaystyle \mathbb {Z} }.
De lege familie is de enige partitie van de lege verzameling.
Als {\displaystyle R} een equivalentierelatie is op een verzameling {\displaystyle A}, dan vormen de equivalentieklassen van {\displaystyle R} samen een partitie van {\displaystyle A}. De verzamelingen, die element zijn van een bepaalde partitie, kunnen omgekeerd als de equivalentieklassen van een equivalentierelatie {\displaystyle R} worden geïnterpreteerd. Er is dus een bijectie tussen de partities van een verzameling {\displaystyle A} en de equivalentierelaties op {\displaystyle A}.